# Drepanepteryx fuscata
Drepanepteryx fuscata is een insect uit de familie van de bruine gaasvliegen (Hemerobiidae), die tot de orde netvleugeligen (Neuroptera) behoort. 
Drepanepteryx fuscata is voor het eerst wetenschappelijk beschreven door Nakahara in 1960.